# Paweł Jumper
Paweł Jumper (z ang. jumper – „skoczek”)– amatorski film krótkometrażowy, nagrany telefonem komórkowym około 2006 roku w Raciniewie, w gminie Unisław. Film stał się memem internetowym.
Film trwa 68 sekund. W nagraniu widać tytułowego Pawła Jumpera, który decyduje się na skok na rowerze z około 1,5 metrowej rampy. Wyczyn kończy się porażką, gdyż Paweł spada z roweru i się przewraca. Słychać kolegę Pawła, który nagrywał całe zajście, pada kwestia To już się „kameruje”, która weszła do języka polskich internautów. Ponadto Pawłem Jumperem nazywa się osoby brawurowo zeskakujące z budynków lub drzew.
Początkowo film został opublikowany na nieistniejącej dziś platformie Google Videos 2 czerwca 2006. 28 sierpnia 2010 film opublikowano w serwisie YouTube i stał się jednym z najpopularniejszych polskojęzycznych materiałów na tej platformie. Po nieokreślonym czasie oryginał został usunięty z platformy, jednakże w Internecie dostępne są kopie nagrania.
Miejsce, gdzie nakręcono film, jest odwiedzane przez fanów. Budynek, który pojawił się w filmie, należał dawniej do okręgowej spółdzielni mleczarskiej. W grudniu 2020 władze gminy Unisław, w ramach promocji gminy, wyraziły zamiar budowy zbiornika przeciwpożarowego, świetlicy i skateparku na miejscu nieużywanego obiektu; inwestycja miała ruszyć po przekazaniu budynku gminie Unisław przez Krajowy Ośrodek Wsparcia Rolnictwa w Bydgoszczy, który jest jego właścicielem.
Nieznana jest tożsamość tytułowego Pawła Jumpera; wiadomo, że wyprowadził się z gminy Unisław. W rozmowie dla „Gazety Pomorskiej” zastrzegł, że pragnie pozostać osobą anonimową. Dodał również, że to nie on opublikował film w Internecie.

## Nawiązania w popkulturze
- W grze Cyberpunk 2077 pojawił się easter egg nawiązujący do filmu[6].